# Cirith Ungol

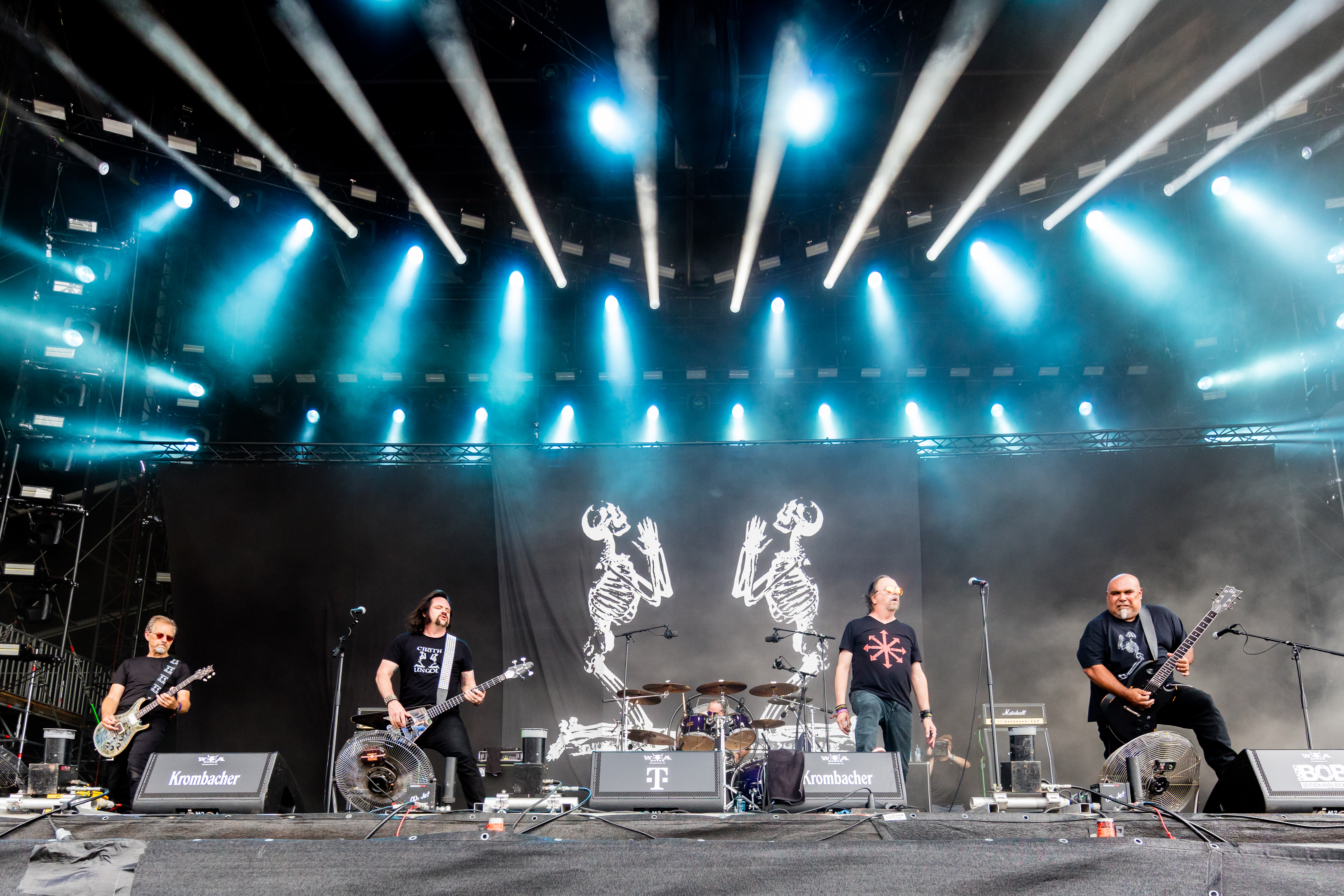
Cirith Ungol auf dem Wacken Open Air 2022

Cirith Ungol ist eine US-amerikanische Heavy-Metal-Band und eine der ersten dieses Genres. Ihr Name stammt aus dem Buch Der Herr der Ringe und bedeutet ‚Pass der Spinne‘ (in der deutschen Ausgabe mit ‚Kankras Lauer‘ übersetzt).

## Geschichte
Gegründet wurde die Band 1976 vom Sänger Tim Baker, den Gitarristen Jerry Fogle und Greg Lindstrom sowie dem Bassisten Michael „Flint“ Vujejia in Ventura, Kalifornien. Während ihrer Karriere traten sie mit Bands wie Slayer oder Venom auf. Das bislang letzte Konzert fand 1991 statt, die Band löste sich danach auf. Anfang 2016 kündigte die Band ihre Reunion an und trat im Oktober 2016 auf dem Frost and Fire-Festival am Ort ihrer Gründung erstmals seit ihrer Auflösung wieder auf.
Jarvis Leatherby, Frontmann und Bassist von Night Demon schaffte es nach mehreren Jahren vergeblicher Versuche, Cirith Ungol zu einer Reunion zu bewegen. Da der frühere Bassist Flint Vujejia nicht zur Verfügung stand, übernahm Leatherby auch dessen Posten. 2017 spielte die Band auf dem "Keep It True"-Festival, es folgten weitere Auftritte, die von den Fans sehr positiv aufgenommen wurden, insbesondere weil der die Band mit seinem stimmlichen Charisma stark prägende Tim Baker trotz der langen Pause nichts von seinen Fähigkeiten eingebüßt zu haben scheint.
Anders als viele Reunion-Bands haben sich Cirith Ungol nachfolgend nicht auf die Live-Präsentation ihrer alten Klassiker beschränkt, sondern 2018 zunächst eine Single und   am 24. April 2020 mit Forever Black ein komplettes Album mit neuem Material veröffentlicht.
Im Juni 2023 wurde bekannt, dass die Band bereits seit Oktober 2022 an neuen Liedern arbeitete. Statt wie zunächst beabsichtigt, lediglich eine EP zu veröffentlichen, wurde im September 2023 das Erscheinen eines neuen Albums mit dem Titel The Dark Parade für den 20. Oktober 2023 angekündigt.
Am 12. Oktober 2023 publizierte Cirith Ungol über ihre Kanäle in den sozialen Medien ein Statement, mit der Ankündigung, dass die Band 2024 zum letzten Mal live auftreten werde.

## Musikstil
Cirith Ungols Musik war „anfangs noch im Rock anzusiedeln“, wurde jedoch zunehmend metallischer. Ihre Alben sind laut Jens Groh von Rocktimes „alle einzigartig, irgendwie miteinander verbunden und doch so unterschiedlich wie es nur gehen kann“. Der Name der Band stammt von J. R. R. Tolkien, allerdings behandelte die Band hauptsächlich Michael Moorcocks Figur Elric von Melniboné, „auch wenn hier und da mal andere Themen wie Umweltzerstörung oder so banale Dinge wie mit 180 Sachen über den Highway zu rasen einflossen“. Markant war neben den sinistren und eher spartanisch gehaltenen Kompositionen vor allem der „sehr hohe, fast schon als Kreischen anzusehende sirenenartige Gesang“ Tim Bakers. Der Stil der Band gilt als eigenständig; Götz Kühnemund vom Rock Hard bezeichnete ihn als schwer zu beschreiben, verglich sie aber in seiner Kritik zu King of the Dead mit Trouble, „da beide ziemlich dumpfe und düstere Musik spielen“, und bezeichnete sie als empfehlenswert für Liebhaber von progressivem Black Metal. Das Album zählt neben Manilla Roads Crystal Logic zu den wichtigsten Klassikern des Epic Metal.
Kühnemunds Kollege Holger Stratmann bezeichnete Baker als „Extrem-Vocalist[en]“ und One Foot in Hell als „wieder einmal ein gutes Album […], was aber sicher nur Fans dieser Gruppe begeistern wird“.
Sie selbst bezeichneten ihren Stil als „Gothic Death Rock“, jedoch ohne Bezug zum Gothic Rock oder Death Rock.
Auch mit dem neuen Album Forever Black  bleiben Cirith Ungol aus Sicht der ersten Kritiken ihrem Ansatz treu, sich nicht einfach zu wiederholen, sondern jedem Album einen etwas anderen Charakter zu geben. Die Trademarks der Band, namentlich die "wendungsreichen Riff-Strecken" und die "alterslose, vor Charisma und Wahnsinn nur so bebende Stimme von Tim Baker" sind aber auch hier wieder zu finden.

## Diskografie
- 1979: 1979 Demo (Demo)
- 1980: Frost and Fire
- 1984: King of the Dead
- 1986: One Foot in Hell
- 1991: Paradise Lost
- 1996: I’m Alive / Atom Smasher (Single)
- 2001: Servants of Chaos (unveröffentlichte und Live-Aufnahmen)
- 2018: Witch’s Game (Single)
- 2019: I’m Alive (Live-Album)
- 2020: Forever Black
- 2023: Dark Parade
- 2025: Live at the Roxy (Live-Album)